# Davy Jones
Davy Jones es un legendario pirata de historias marinas. Es conocido por la leyenda del Cofre de Davy Jones, el cual se encuentra en el fondo del mar, donde se hallan los marineros perdidos. "Serás enviado al cofre de Davy Jones" es un eufemismo para la muerte en el mar, mientras que Davy Jones es un apodo que debe representar al demonio del mar. Los orígenes del nombre son poco claros y muchas hipótesis han surgido alrededor de él.

## Historia
Davy Jones debe su existencia a las leyendas de marineros y piratas. La primera referencia conocida de la connotación negativa de Davy Jones aparece en "Los cuatro años de viaje del capitán George Roberts", atribuido a Daniel Defoe, publicado en 1726 en Londres.

Algunos de la Compañía de Loe dijeron que cuidarían algunas cosas y me las llevarían conmigo cuando me fuera; pero Ruffel les dijo que no lo hicieran, porque las arrojaría todas al cofre de Davy Jones si lo hacían.

Según algunos, el Davy Jones original fue un marinero galés, convertido en pañolero del mundo submarino. Su nombre deriva de Duffy Jonas, siendo Duffy una antigua palabra usada por negros para designar a los espíritus o fantasmas.
Se le ha solido hacer referencia en relatos de piratas y otros libros de aventura de esa índole; tres ejemplos serían La Isla del Tesoro, de Robert Louis Stevenson (1882), en donde es mencionado por el capitán Smollett; Moby Dick, en donde es mencionado por el capitán Péleg; y el relato alegórico El Rey Peste, de Edgar Allan Poe, en el cual un marinero lo menciona elevándolo a la categoría de rey:

- ...de ese sobrenatural soberano que reina sobre todos nosotros, cuyos dominios son ilimitados, y cuyo nombre es «Muerte».
-¡Cuyo nombre es Davy Jones! -gritó Tarpaulin, sirviendo a la dama que tenía a su lado un cráneo de licor y llenando otro para él.
-¡Profano bergante! -gritó el presidente...
Edgar Allan Poe, El Rey Peste

Habitualmente, en la tradición marinera (en la mitología escandinava sobre todo), se han hecho referencias al Davy Jones' Locker («cajón de Davy Jones»), que era como se referían al abismo del fondo del mar. Cuando un marinero caía por la borda y desaparecía o moría en el mar, se solía decir que había ido a parar al «cajón de Davy Jones». Así mismo, Davy Jones era un demonio mítico de los mares que controlaba al resto de demonios y al mar mismo.
La expresión marinera de origen anglosajón "He's gone to Davy Jones' Locker" ("Se fue al cajón de Davy Jones"), referida a una persona desaparecida en la mar, admite una traducción más compleja, si se analiza desde un punto de vista estrictamente náutico. El vocablo inglés "locker" se traduce actualmente al castellano como el término náutico "sollado", y también como "pañol". Los pañoles son los compartimentos existentes en el interior de un navío, destinados a almacenar herramientas, alimentos, bebidas y objetos de valor, entre otros. Es probable que siglos atrás el término estuviese referido a todos los compartimentos, incluidos los destinados a los marinos, algo similar a los actuales camarotes. Por otra parte, en la actualidad, "locker" se traduce además al castellano como "camareta". Entonces, la frase "He's gone to Davy Jones' Locker" puede traducirse al castellano como: "Está en el pañol de Davy Jones", "Está en la camareta de Davy Jones" o incluso como "Está en el sollado de Davy Jones". Una metáfora evidente de que la persona a quien se refiere la frase se encuentra, viva o muerta, en el fondo del mar.

## En la cultura popular
- En la saga de películas de Piratas del Caribe, el pirata Davy Jones aparece representado como un ser con rasgos de criaturas marinas, que lidera una tripulación conformada por las almas de los marineros muertos que, al igual que él, tienen rasgos de criaturas marinas. En la versión original en inglés de la saga, siempre se habla de "The Davy Jones' Locker", lo que ha sido traducido al español como "Los dominios de Davy Jones" o "El reino de Davy Jones". Es interpretado por Bill Nighy mediante captura de movimiento. También está relacionado con otras dos leyendas marinas: El Holandés Errante es representado como su navío y el kraken como su leal mascota.

- En la serie televisiva Mr. Young, se muestra el "casillero de Davy Jones" en el episodio 18 de la temporada 1, como atracción turística del falso crucero inventado por Derby.

- En la serie Once Upon a Time, Henry Mills y el Capitán Garfio se adentran en una aventura para encontrar el cofre de Davy Jones en el episodio 16 de la séptima temporada.

- En la versión original de la película de Disney Peter Pan, de 1953, los piratas del Capitán Garfio cantan una canción sobre la vida pirata en la que mencionan a Davy Jones. Ello, como muchos otros detalles del film, fue tomado directamente del libro de J.M. Barrie.

- En el manga japonés One Piece, existe una competición pirata conocida como Davy Back Fight. Nico Robin le cuenta a Tony Tony Chopper la historia de Davy Jones, definiéndolo como un pirata maldecido por el Diablo a vivir en el mar. También se hace referencia a su nombre con el del antagonista principal de la saga de la Isla de los Hombres-Pez, Hody Jones.

- En un episodio de la serie Bob Esponja, Davy Jones es un pirata que guarda sus calcetines en un armario sobre el que está escrito su nombre, y Don Cangrejo estuvo a punto de ser encerrado en él. También un personaje recurrente en la serie, El holandés errante, un fantasma pirata al que le gusta asustar, es nombrado a partir del barco de Davy Jones.

- En el juego para Nintendo 64 Banjo-Tooie, en el cuarto nivel llamado Laguna del alegre Roger, en una gruta submarina hay una taquilla bajo el nombre de Taquilla de Davy Jones, en cuyo interior habita el jefe del nivel.

- En el videojuego Ace Combat: Assault Horizon, si se hunde una nave enemiga en cierta misión, un aliado dirá "Another to Davy Jones' Locker".

- Se lo menciona en los videojuegos Assassin's Creed III y Assassin's Creed IV: Black Flag durante las batallas navales. Algún marinero grita "Saluda a Davy Jones por mi" y "Guarden sus cantos para Davy Jones, muchachos".

- En la canción de Iron Maiden Run Silent Run Deep, del álbum No Prayer for the Dying, que critica la frialdad de los hombres guerreros, aparece la línea: "Los salvavidas destrozados, el casco roto, el olor a alquitrán del petróleo quemado, en la ruta que baja hasta Davy Jones, cada uno a lo suyo, estás en tu soledad".

- En la canción de los artistas El Chaval Mc, Xenon, Fase y Belén Alarcón Cuando el corazón llora aparece la línea: "Enterré mi corazón en el cofre de Davy Jones", haciendo referencia a la acción de Davy Jones en la película Pirates of the Caribbean: Dead Man's Chest.

- En los videojuegos de Hidden Object Scene de Nightmares From The Deep: The Cursed Heart y Nightmares From The Deep: The Siren's Call se hace referencia a Davy Jones como el demonio de los mares, con el que se puede hacer tratos. Este le da al jugador un cofre en donde caben 12 monedas y una gran perla, y si alguien logra abrirlo, el trato se cancela. En el tercer juego, Nightmares From The Deep: Davy Jones, se le ve a él como un marinero que perdió a su hija, e hizo un trato con las estrellas por el cual, hasta no tenerla de vuelta, todas las almas que hicieran tratos con él quedarían condenadas a trabajar eternamente en su servicio.

- En el videojuego Minecraft, en el idioma pirata, los bloques de "Portal al Fin" son reemplazados con el nombre "Viaje al casillero de Davy Jones".

- En la canción de Sleeping With Sirens Don't Fall Asleep At The Helm, que hace referencia a caer en estado de depresión, es mencionado en la línea: "El fondo tiene un número, te llaman por tu nombre. Duerme, Davy Jones te llama".

- En el videojuego The Secret of Monkey Island, en la tienda, al mirar la caja fuerte, Guybrush Threepwood dice "Cerrajeros Davey Jones (tm), lo último en cajas de seguridad a prueba de robo, fuego y grog". En inglés: "Davey Jones (tm) Lockers".

- En la canción Dodo/Lurker, de la afamada banda británica Genesis, se hace mención a Davy Jones.

- En la canción Keelhauled de la banda de folk metal Alestorm se menciona a Davy Jones en la línea: "Los tiburones cenarán su carne, y Davie Jones tendrá su alma. Tomen su dinero y su sombrero, él no los necesita donde va a ir".

- En el videojuego Heroes of the Storm, de Blizzard, el anunciante del mapa Bahía de Almanegra, el Capitán Almanegra, menciona cuando un equipo activa los disparos desde su barco: "Vete al Cofre de Davy Jones".

- En el libro El catalejo lacado, de Philip Pullman, la protagonista Lyra menciona antes de entrar en el inframundo que ella y Will estuvieron en el "Armario de Davy Jones".

- En la película Epic Movie, la villana se disfraza por un momento de Davy Jones.

- En la segunda parte del primer episodio de la serie Pinky y Cerebro, los dos protagonistas están siendo atacados por un marinero, y éste les dice: "Los veré en el armario de Davy Jones".

- En el episodio de la serie animada Los Simpson "Homer's Night Out", el salón donde se festeja la despedida de soltero de uno de los empleados de la planta nuclear se llama "Davy Jones' Locker". En el episodio "Homer Simpson in: "Kidney Trouble"", Homer entra en una tienda en una bahía que se llama "Davey Jones' Hamper" ("La cesta de regalo de Davey Jones"). Además, el personaje del Capitán McAllister posee un restaurante llamado "Frying Dutchman" ("El Holandés Frito" en la versión española y "El Holandés Cocinante" en la versión latinoamericana, manteniendo una mayor similitud con la fonética Flying Dutchman, "El Holandés Errante").

- En la línea de muñecas Monster High, de Mattel, se presenta a Dayna Treasura Jones, hija de Davy Jones.

- En la canción "Sephora" de Rafael Khazalla se menciona a Davy Jones en la línea: "Mi corazón es tuyo, como el de Davy Jones es de Calypso", haciendo referencia a la versión del personaje en Piratas del Caribe.

- En el cuarto episodio del anime Dragon, Ie wo Kau., un personaje con aspecto de pirata híbrido mitad humano mitad tritón, es presentado como David Jones. Este vive en el interior de una ballena y se abastece gracias a los recursos que la ballena obtiene del mar.

- En el juego Genshin Impact, en las Islas Seirai y más específicamente en Seiraimaru, hay un rompecabezas que lleva a descubrir el tesoro de Davy Jones. Hay que resolver una serie de acertijos y manipular mecanismos para acceder al cofre. Al recolectarlo el juego te da el logro "El cofre de Davy Jones".